# Coppa del Generalissimo 1951
La Copa del Generalísimo 1951 fu la 47ª edizione della Coppa di Spagna. Il torneo calcistico iniziò il 29 aprile e si concluse il 27 maggio 1951. La finale si disputò allo Stadio Chamartín di Madrid dove il Barcellona conquistò il suo decimo titolo.

## Formula
L'edizione di quest'anno prevedeva la partecipazione di soli 14 club: le prime dodici squadre della Primera División e le prime due della Segunda División.

## Squadre partecipanti

### Primera División

#### 12 squadre
| - Athletic Bilbao - Atlético Madrid - Barcellona - Celta Vigo - Deportivo La Coruña | - Espanyol - Racing Santander - Real Madrid - Real Sociedad - Siviglia | - Valencia - Real Valladolid |

### Segunda División

#### 2 squadre
| - Moghreb Tétouan - Sporting Gijón |

## Primo turno
|                     | Risultato |                  | Andata | Ritorno |  |
| ------------------- | --------- | ---------------- | ------ | ------- |  |
| Real Valladolid     | 4 - 7     | Atlético Madrid  | 4 - 3  | 0 - 4   |  |
| Deportivo La Coruña | 1 - 2     | Racing Santander | 1 - 0  | 0 - 2   |  |
| Real Sociedad       | 5 - 2     | Celta Vigo       | 4 - 1  | 1 - 1   |  |
| Espanyol            | 5 - 7     | Athletic Bilbao  | 4 - 2  | 1 - 5   |  |
| Siviglia            | 1 - 5     | Barcellona       | 1 - 2  | 0 - 3   |  |
| Real Madrid         | 8 - 3     | Valencia         | 3 - 2  | 5 - 1   |  |

## Quarti di finale
|                 | Risultato |                  | Andata | Ritorno |  |
| --------------- | --------- | ---------------- | ------ | ------- |  |
| Athletic Bilbao | 5 - 2     | Sporting Gijón   | 3 - 1  | 2 - 1   |  |
| Real Sociedad   | 6 - 2     | Racing Santander | 3 - 2  | 3 - 0   |  |
| Atlético Madrid | 1 - 2     | Real Madrid      | 0 - 1  | 1 - 1   |  |
| Moghreb Tétouan | 2 - 7     | Barcellona       | 1 - 3  | 1 - 4   |  |

## Semifinali
|               | Risultato |                 | Andata | Ritorno |  |
| ------------- | --------- | --------------- | ------ | ------- |  |
| Real Sociedad | 3 - 0     | Real Madrid     | 1 - 0  | 2 - 0   |  |
| Barcellona    | 2 - 1     | Athletic Bilbao | 0 - 0  | 2 - 1   |  |

## Finale
| Arbitro: | Manuel Asensi |

|                            |           |  |
| Cesar 31’ 67’ Gonzalvo 44’ | Marcatori |  |